# امینه رزق
آمینه رزق (عربی: أمينة رزق؛ ۱۵ آوریل ۱۹۱۰ – ۲۴ اوت ۲۰۰۳) هنرپیشه اهل مصر بود.